# آریادنا اسکریابینا
آریادنا آلکساندرونا اسکریابینا (روسی: Ариадна Александровна Скрябина؛ همچنین به‌عنوان سارا نوت و رجینا شناخته می‌شود؛ ۲۶ اکتبر ۱۹۰۵ – ۲۲ ژوئیه ۱۹۴۴) موسیقی‌دان، شاعر و نویسنده اهل امپراتوری روسیه و از فعالان مقاومت فرانسه بود که توسط یک مأمور شبه‌نظامی فرانسه به قتل رسید.
پس از مرگش او مدال صلیب جنگ و همچنین مدال مقاومت را دریافت کرد.

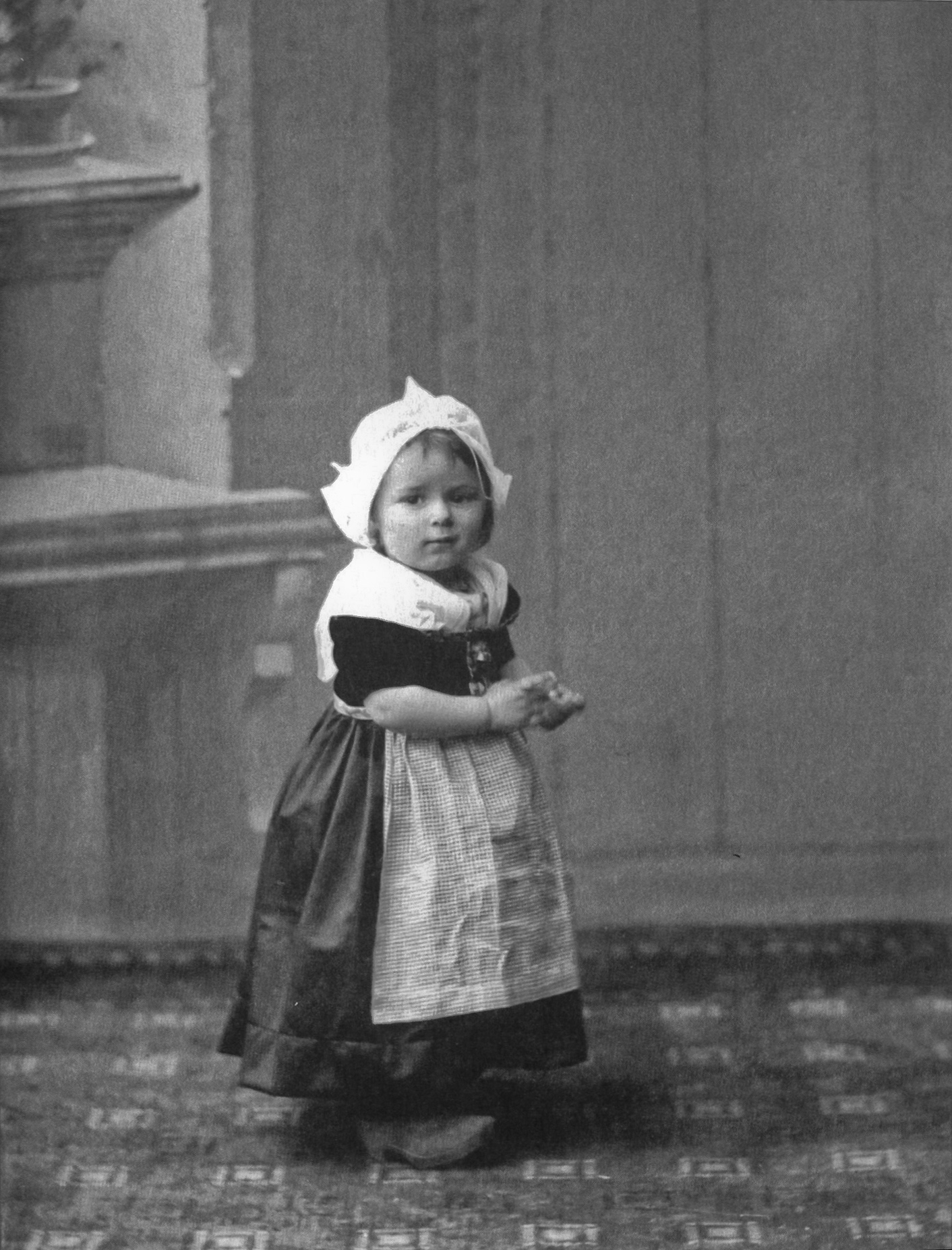
آریادنا در ۲ یا ۳ سالگی در آمستردام

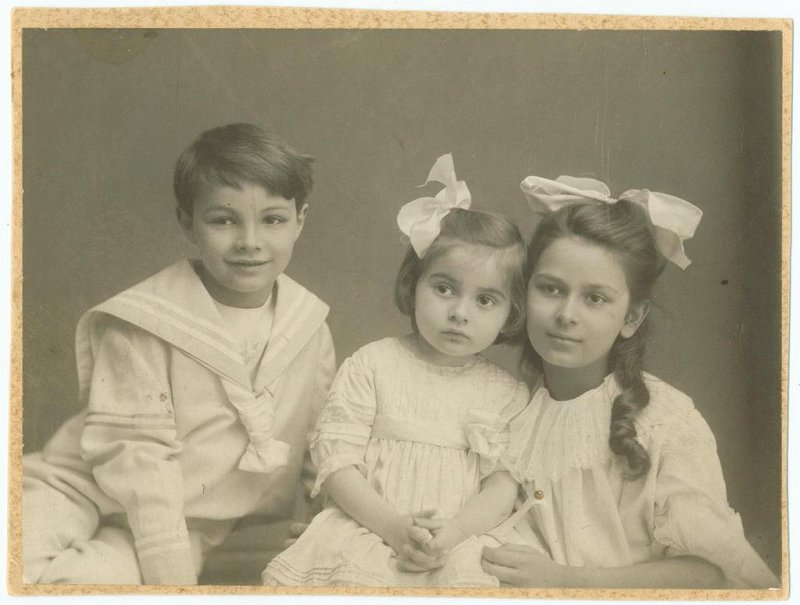
آریادنا همراه با خواهرانش سال ۱۹۱۳

آریادنا بزرگ‌ترین دختر آهنگساز روسی، الکساندر اسکریابین، و تاتیانا اشلتزر بود. پس از مرگ پدرش، آدریانا نام خانوادگی او را برگزید و پس از مرگ مادرش به فرانسه رفت. او که شاعر بود، شعرهایش را منتشر می‌کرد و بخشی از دایره ادبی جماعت روس در فرانسه بود. او سه بار ازدواج کرد، آخرین ازدواج وی با یک شاعر به نام دیوید کنوت بود. او و همسرش از ایده‌های تجدیدنظرطلبی صهیونیستی حمایت می‌کردند. او که به‌عنوان یک مسیحی ارتدکس غسل تعمید شده بود، پس از ازدواج با دوید، یهودی شده و نامش را به سارا تغییر داد.
در اشغال فرانسه توسط آلمان، او سازمانده و همچنین عضو فعال مقاومت یهودی فرانسه در جنوب این کشور بود. او در شهر تولوز توسط یک مأمور شبه‌نظامی فرانسه کمی قبل تر از سقوط حکومت ویشی کشته شد.

## زندگی‌نامه
آریادنا، بزرگ‌ترین دختر اسکریابین و اشلتزر، در شهر ایتالیایی بوگلیاسکو به دنیا آمد. در آوریل ۱۹۱۵، پدر آریادنا به دلیل سپتیسمی درگذشت و خانواده آریادنا بدون سرپناه مالی ماندند. اما به دلیل تلاش‌های دوستان خانوادگی، همسر قانونی اسکریابین موقعیت آریادنا و خواهرانش مارینا و جولیان را به‌عنوان فرزندان اسکریابین را به رسمیت شناخت و در نتیجه، آنها اجازه یافتند که نام او را بر خود بگذارند.

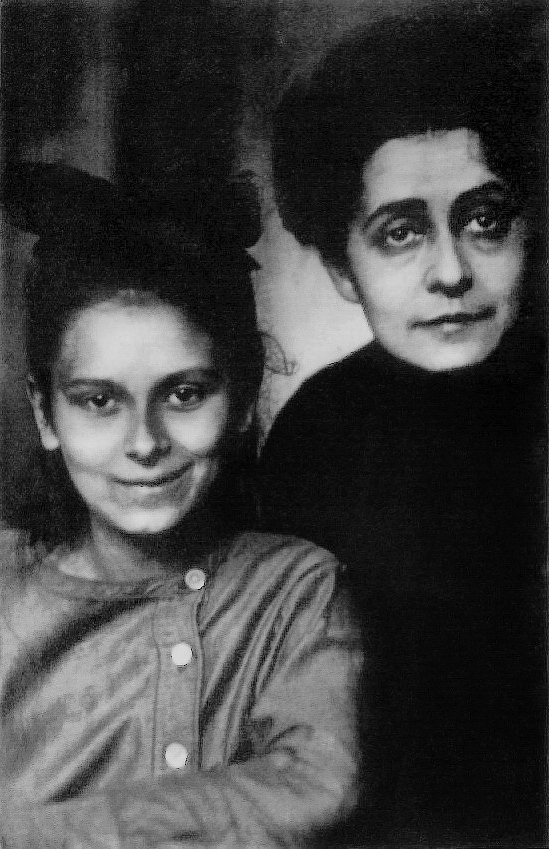
آریادنا با مادرش در مسکو، ۱۹۱۸

در سال ۱۹۱۸، قحطی سراسر مسکو را فراگرفت و اشلتزر فرزندان خود را به اوکراین، کیو، برد که تحت تأثیر قحطی نبود.
در ژانویه ۱۹۲۲، دانشگاه آریادنا بسته شد و مادرش نیز در مارس فوت کرد و در گورستان نووودویچی به خاک سپرده شد. سپس آریادنا به پاریس فرستاده شد تا با عمویش زندگی کند.
در پاریس با همسر آینده‌اش دوید نوت، یک شاعر روسی یهودی، آشنا شد. آن‌ها با اضطراب شاهد رشد احساسات ضد صهیونیستی در اروپا به‌خصوص در آلمان بودند.
در اوایل ۱۹۳۹، دوید و آریادنا توانستند نشریه‌ای را تحت عنوان «تصدیق» تأسیس کنند که هدف آن بیداری وجدان ملی یهودیان بود. دوید نه تنها سردبیر، بلکه به‌عنوان روزنامه‌نگار نیز در آن فعالیت می‌کرد. این روزنامه برای یهودیان در پاریس یک رویداد مهم محسوب می‌شد و در اوت ۱۹۳۹، نوت‌ها به بیست و یکمین کنگره جهانی صهیونیسم دعوت شدند.

## شروع جنگ جهانی دوم

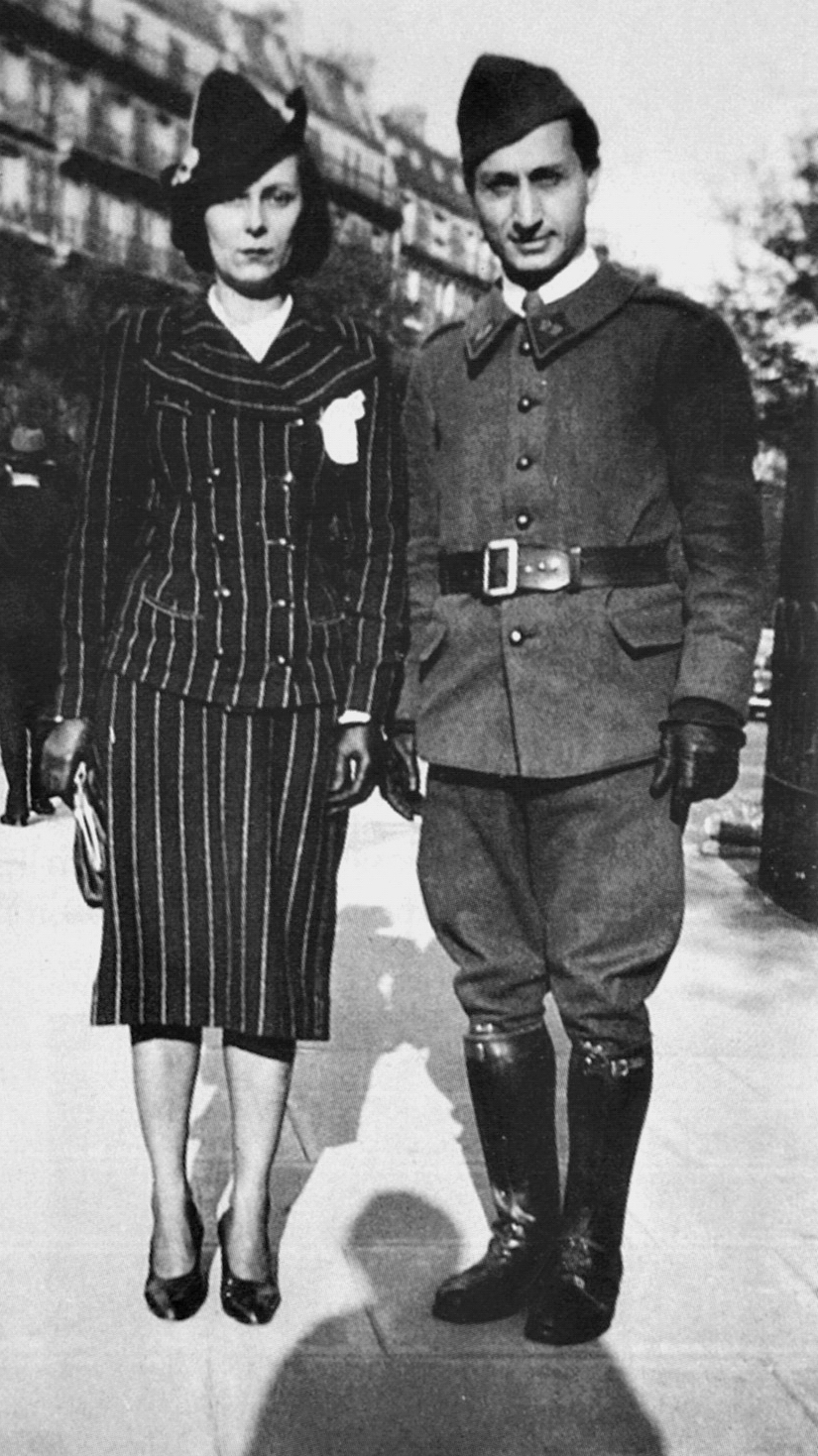
آریادنا و دیوید کنوت، پاریس، پاییز ۱۹۳۹

یک هفته پس از کنگره، جنگ جهانی دوم شروع شد و در روز اول جنگ، در یک سپتامبر ۱۹۳۹، نوت به ارتش فرانسه پیوست و روزنامه بسته شد. او در پاریس خدمت می‌کرد و در ۳۰ مارس ۱۹۴۰، او و آریادنا بالاخره ازدواج خود را به صورت رسمی ثبت کردند. چند روز بعد آدریانا به یهودیت تغییر دین داد و نام خود را نیز به سارا تغییر داد. او اصرار داشت که دوستانش او را با نام جدیدش صدا کنند.
با نزدیک شدن نیروهای آلمانی به پایتخت، واحد نظامی نوت به سمت جنوب منتقل شد، در حالی‌که آریادنا با فرزندانش در پاریس اقامت داشتند. او شروع به کار در یک کارخانه کرد، اما تنها سه روز بعد از شروع کار، کارخانه به دلیل فرار بسیاری از افراد از پاریس، بسته شد. کمی قبل از اینکه آلمانی‌ها وارد پاریس شدند، او به شوهرش در تولوز پیوست.

## تولوز
تولوز به اصطلاح «منطقه آزاد» بود، که تا نوامبر ۱۹۴۲ شاهد جنگ و نیروهای اشغالگر نبود، اما یک نیروی شبه نظامی محلی که توسط رژیم ویشی تعیین شده بود، در اختیار داشت. نگرش آنها نسبت به یهودیان آنقدر شدید بود که نوت‌ها دیگر به زبان روسی صحبت نمی‌کردند و تنها از فرانسوی حتی در صحبت با فرزندانشان استفاده می‌کردند. اکثر یهودیان سعی کردند از طریق مارسی به آمریکای جنوبی فرار کنند؛ نوت‌ها هم تلاش خود را کردند اما شکست خوردند. زندگی آنها بسیار فقیرانه و سخت بود و هر شغل در دسترس را می‌پذیرفتند.

## ارتش یهودی
در اوایل سال ۱۹۴۲، دوید و آریادنا جزوه ای با عنوان «چه باید کرد؟» در مورد تضاد یهودیان در جنگ جهانی دوم منتشر کردند که در آن نیاز به یک سازمان زیرزمینی یهودی را مورد بحث قرار دادند. دوید این جزوه را برای چندین صهیونیست در تولوز خواند، اما تنها ابراهام پولونسکی با او موافقت کرد، در حالی که دیگران ایده مبارزه زیرزمینی را خودکشی دانستند. علی‌رغم مخالفت صهیونیست‌ها، نوت‌ها، پولونسکی و همسرش یک سازمان تشکیل دادند که ابتدا به نام بنی داوود و بعد از آن «ارتش یهودی» آغاز به کار کرد. به دلایل نگرانی از توطئه، سارا-آریادنا نام مستعار رجینا را برای خود گذاشت. او برای اعضای جدید یک سوگند و مراسم ابداع کرد و در طول سال‌ها تقریباً ۲۰۰۰ نفر از این طریق وارد ارتش یهودی شدند.
اعضای «ارتش یهودی» در میان کارگران کارخانه، دانشجویان دانشگاه تولوز و کنیسه‌ها استخدام شدند. اولین وظیفه آنها نسبتاً ساده بود، برای مثال غذا دادن به پناهندگان یهودی از آلمان، که در کمپ دو رسیبدو در نزدیکی تولوز در شرایط سختی نگهداری می‌شدند. بعدها، آنها شروع به جمع‌آوری سلاح و اطلاعات حساس، پنهان کردن یهودیان با ریسک بالا در مزارع و صومعه‌های دور افتاده و انتقال آنها به سوئیس و اسپانیا کردند. آنها همچنین اقدام به خرابکاری علیه نازی‌ها و مزدورانش کردند. آریادنا در یکی از دشوارترین و خطرناکترین ماموریت‌ها دخیل بود؛ یعنی منتقل کردن فرزندان یهودیانی که به اردوگاه‌ها برده شده بودند. به بچه‌ها آموزش داده شد بود تا هیچ‌گونه سوء ظن ایجاد نکنند و به رویدادهای پیش‌بینی نشده در طی سفر واکنش درست نشان دهند.
اقدامات نظامی «ارتش یهودی» عمدتاً محدود به کشتن عوامل شبه نظامیانی که در شناسایی یهودیان در خیابان‌ها شرکت داشتند، بود. اسلحه برای این کار عمدتاً از طریق هواپیماهای بریتانیا که اسلحه برای پارتیزان‌های فرانسوی به زمین می‌انداختند، تأمین می‌شد.

## مرگ
در نوامبر ۱۹۴۲ پلیس، آرنولد مندل، عضو ارتش یهودی که همچنین دوست کنوت در پاریس بود را دستگیر کردند. ماندل نام و آدرس کنوت را به مأموران تحویل داد، اما جنبش زیرزمینی از طریق خبرچینان خود از این موضوع اطلاع پیدا کرد. هنگامی که پلیس به خانه کنوت حمله کردند، هیچ مدرکی دال بر فعالیت آنها پیدا نکردند. با این وجود کنوت تحت سوء ظن قرار گرفت و به سوئیس فرستاده شد. آریادنا که جذب فعالیت‌های زیرزمینی شده بود، اگرچه حامله بود، نپذیرفت که با او برود.
در ۲۲ مه سال ۱۹۴۳، آریادنا، جوزف را به دنیا آورد و در نوامبر-دسامبر، پسرش الی، تاتیانا-میریام و جوزف را به سوئیس فرستاد.
در ۲۲ ژوئیه ۱۹۴۴، آریادنا برای ارتقاء یک عضو جدید از «ارتش یهودی» اقدام کرد. او و رائول لئون توسط دو مأمور شبه نظامی دستگیر شدند. یکی از آنها برای خبر کردن و فرستادن نیروی تقویتی صحنه را ترک کرد درحالی‌که مأمور باقیمانده، بر روی آریادنا و رائول سلاح کشیده بود. در حالی‌که منتظر بودند، لئون یک بطری خالی را به سمت مأمور انداخت و در واکنش مأمور آتش باز کرد که منجر به کشته شدن آریادنا شد. لئون با وجود اینکه هر دو پایش مجروح شد، موفق به فرار گردید و بعداً گزارش مفصلی از این رویداد را ارائه کرد.